# Spartak Petersburg
Spartak Petersburg – zawodowy klub koszykarski z siedzibą w Petersburgu w Rosji. Aktualnie trenerem zespołu jest Izraelczyk, Cewi Szerf. Do największych sukcesów drużyny należy m.in. dwukrotnie wywalczony Puchar Saporty. Zespół również dwukrotnie triumfował w rozgrywkach Radzieckiej, dziś rosyjskiej Superligi.